# Batemannia colleyi
Batemannia colleyi är en orkidéart som beskrevs av John Lindley. Batemannia colleyi ingår i släktet Batemannia och familjen orkidéer. Inga underarter finns listade i Catalogue of Life.

## Bildgalleri

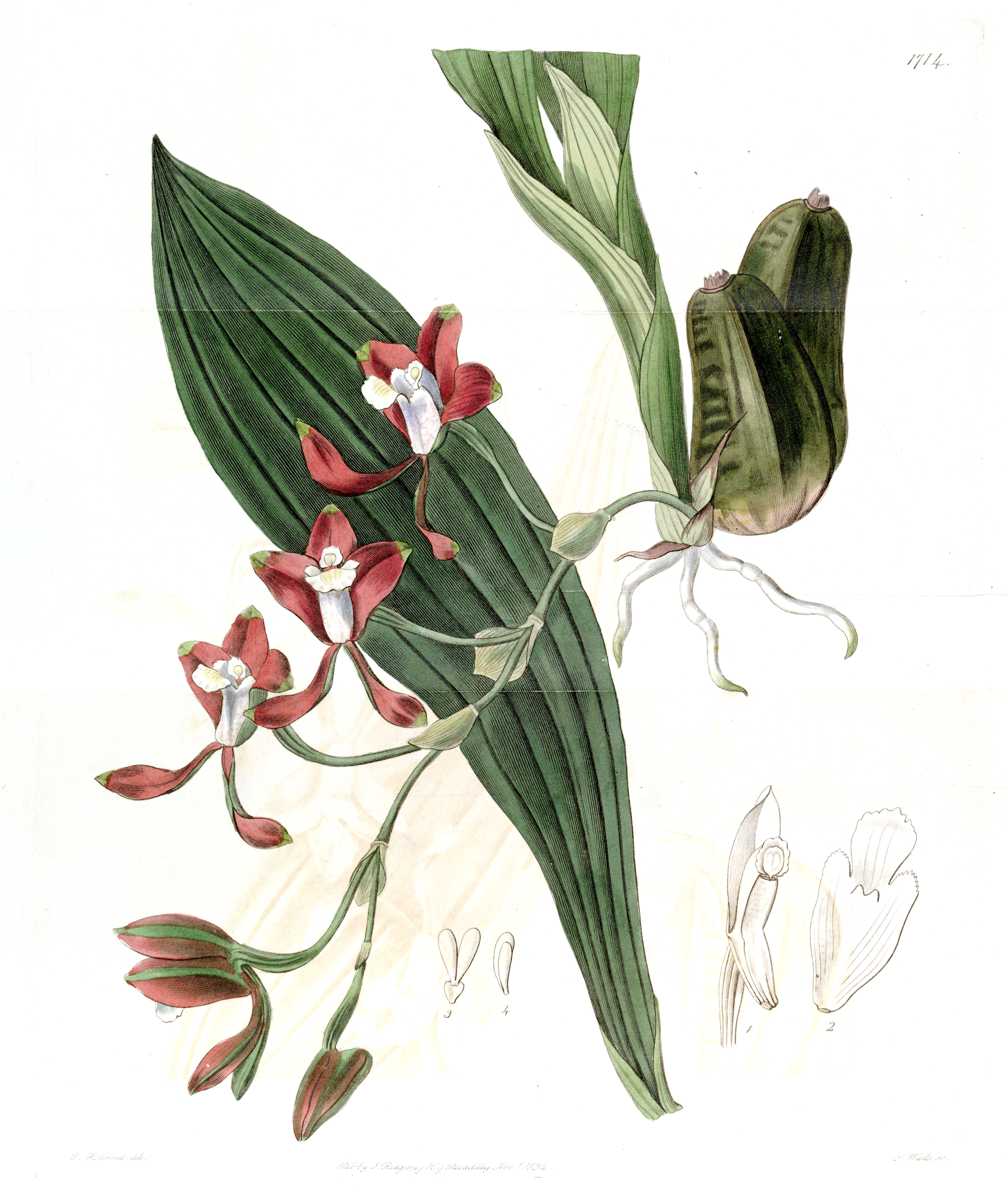
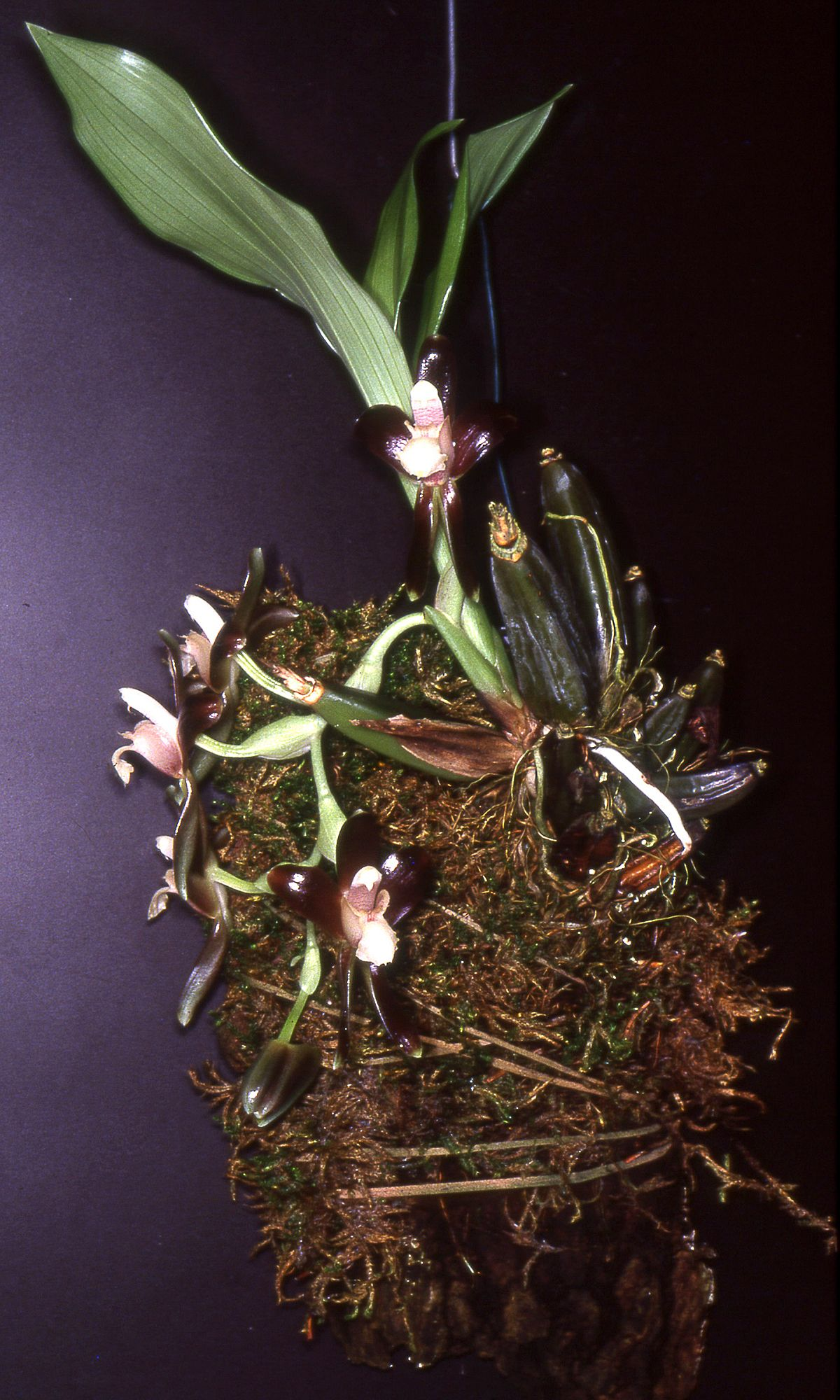
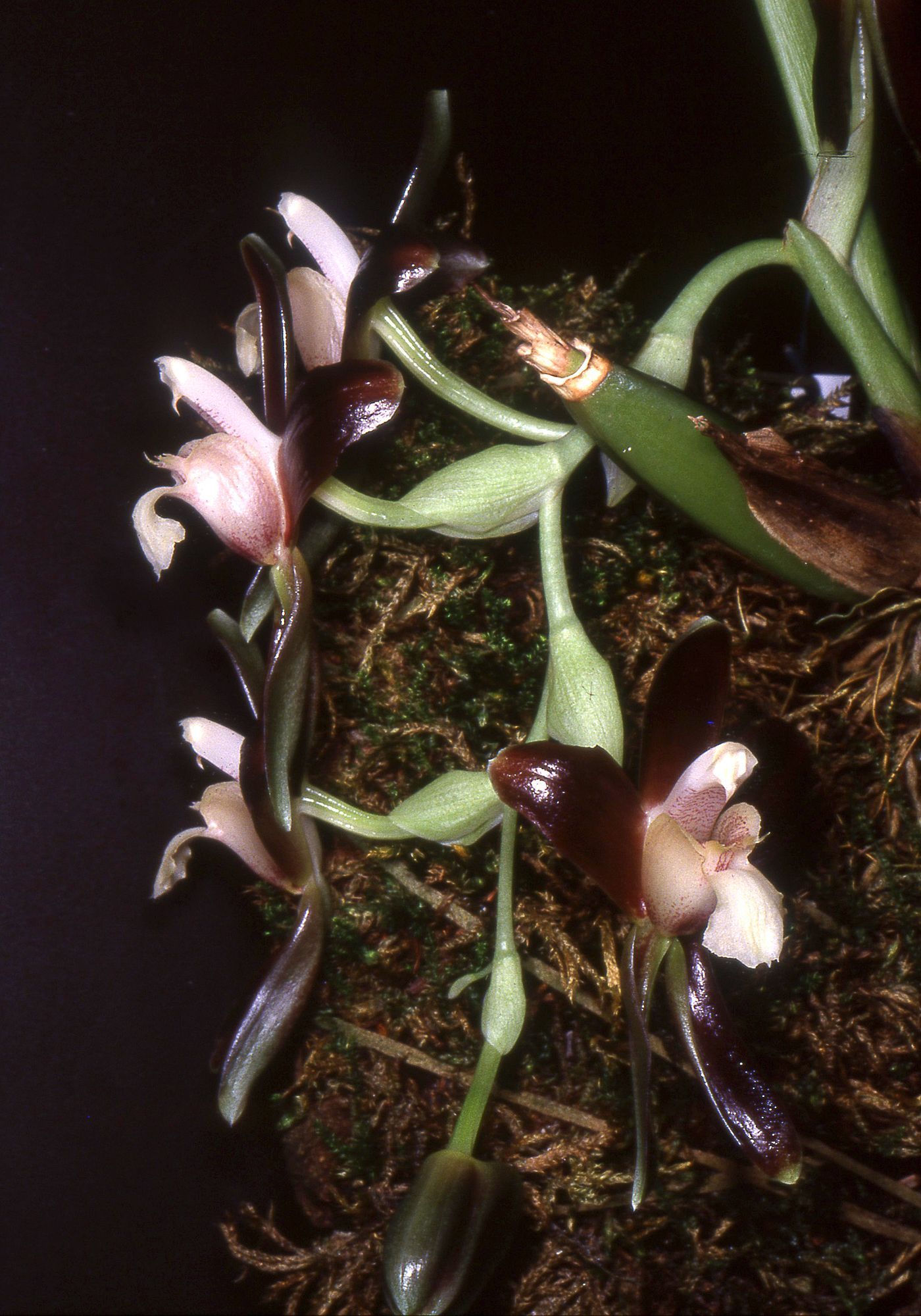
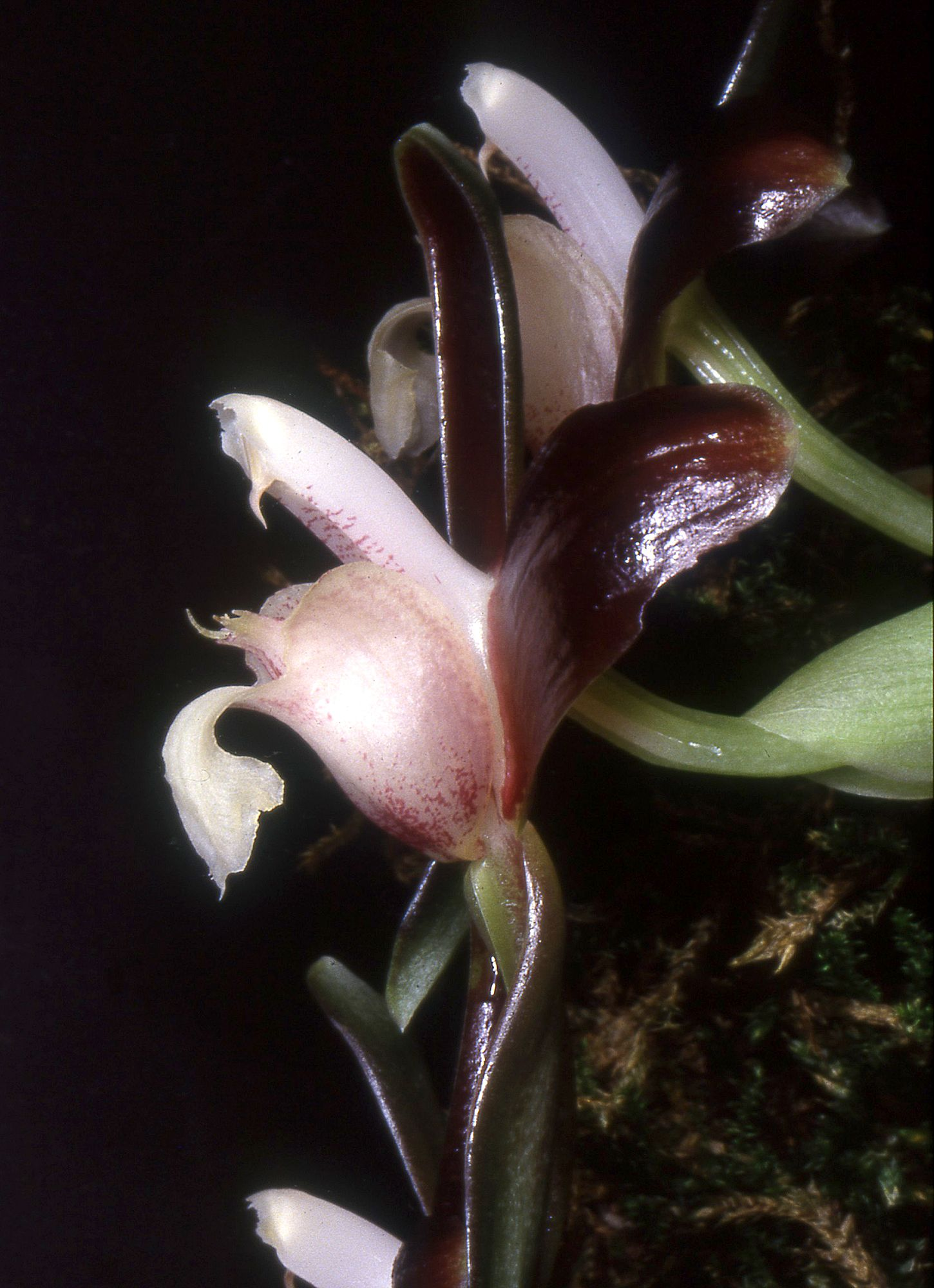
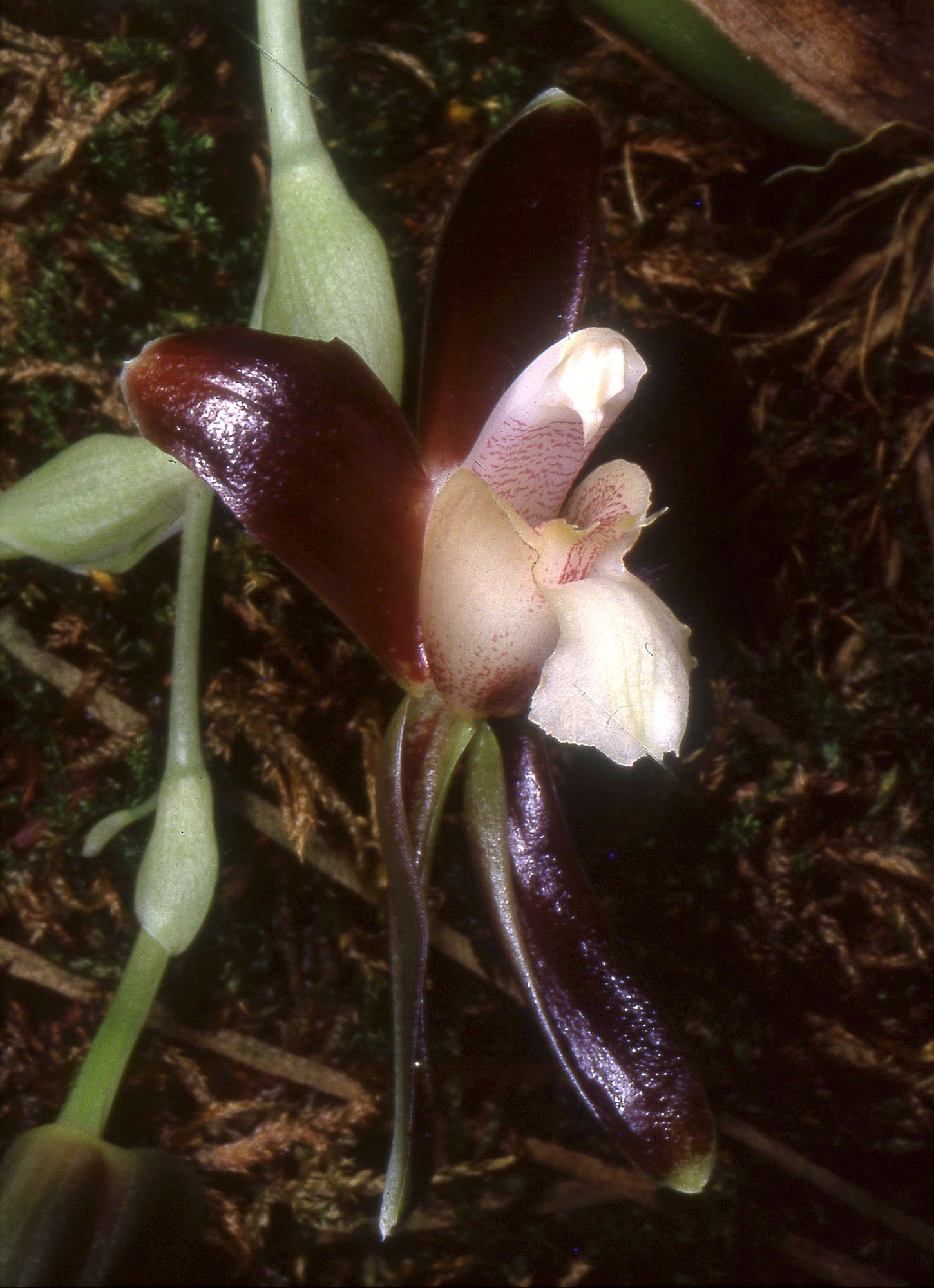
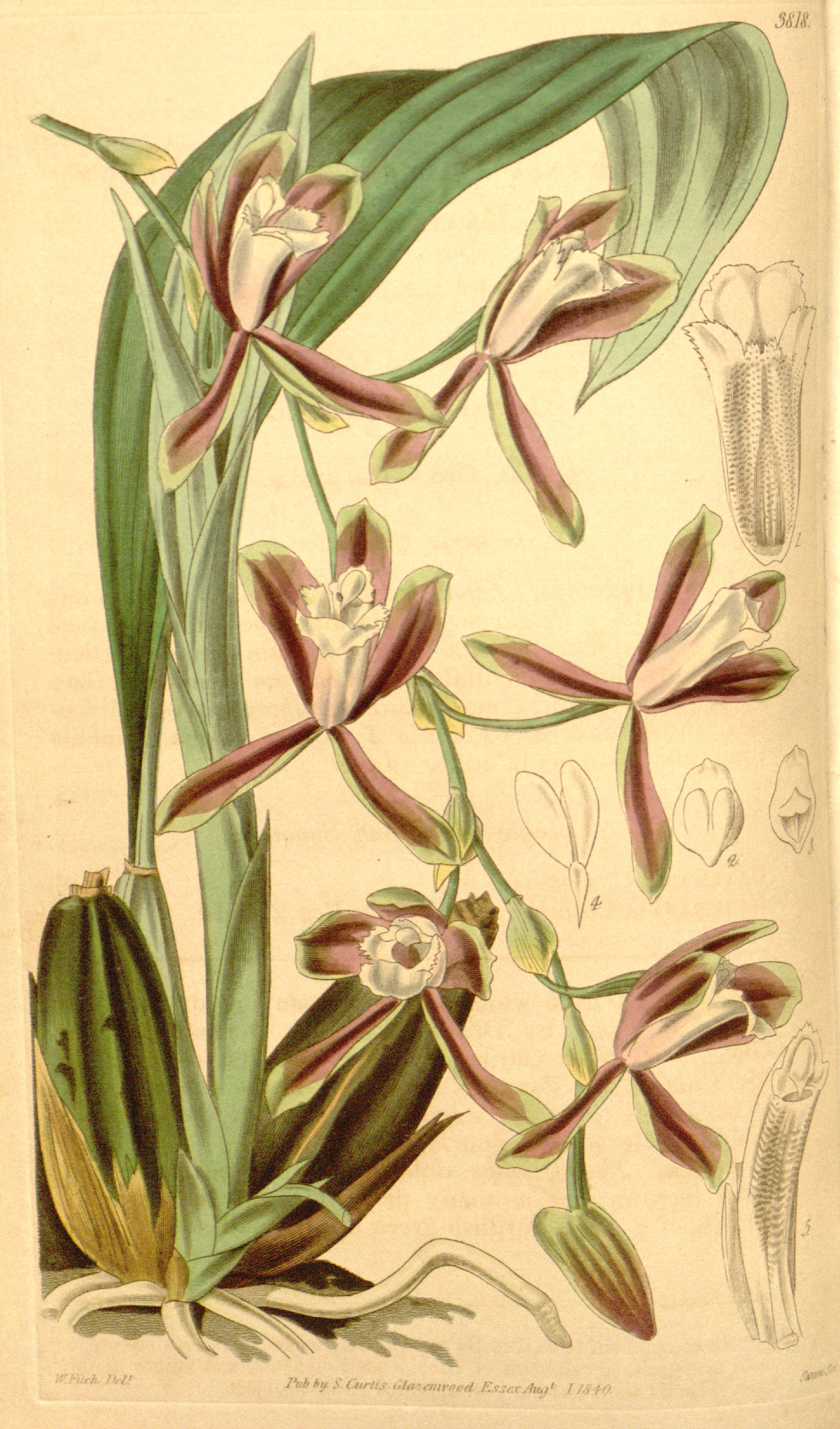